# Jan Rypka
Jan Rypka (ur. 28 maja 1886 w Kromieryżu, zm. 29 grudnia 1968 w Pradze) – czeski orientalista, profesor literatury tureckiej i nowoperskiej. 
Był jednym z pierwszych członków czeskiego Instytutu Orientalistyki. 